# Джеймисон, Александр
Александр Джеймисон (англ. Alexander Jamieson; 1782—1850) — шотландский педагог, известный как автор учебных пособий по риторике. После закрытия школы работал в качестве актуария.

## Жизнь
Некоторые факты из биографии Джеймисона является неясным. Он родился в городе Ротсей, Бьют, в семье Уильям Джеймисона, колёсного мастера, и Маргарет Стюарт. В 1821 году получил степень магистра в Маришал колледже, Абердин, и степень доктора права там же в 1823 году. В 1825 году был принят в качестве аспиранта в Кембриджский университет. В 1826 году стал членом Британского королевского астрономического общества.
В период с 1814 по 1846 год Джеймисон работал в школе и писал учебники. В 1824 году он преподавал в Гестона-Хаус на Хаунслоу Хит. С 1826 по 1838 год преподавал в Вайк-хаус академии в Мидлсексе, которая рекламировалась в качестве учебного заведения, готовящего к армии и военно-морскому флоту, а также гражданских инженеров, архитекторов и топографов. Среди его учеников был граф Джордж Виндзор. Джон Раус Блоксам также преподавал там.
В 1838 году Джеймисон объявил о банкротстве. Затем он работал в качестве актуария. Ближе к концу своей жизни он перенес инсульт, а затем переехал в Брюгге в Бельгию со своей женой Фрэнсис (урождённой Тротл), известной писательницей, на которой он женился в 1820 году. Она была автором относительно успешной книги «Ашфордская проповедь, или как исправить испорченного ребёнка. Содержит краткое введение в науку, архитектуру и геральдику…» (Ashford Rectory; or, The Spoiled Child Reformed. Containing a short introduction to the sciences of architecture and heraldry…).
Джеймисон умер в Брюгге в 1850 году.

## Произведения
Александр Джеймисон был автором двух весьма успешных грамматик: «Грамматика, Риторика и изящная литература» (1818, по крайней мере 53 американских издания) и «Грамматика, Логика и интеллектуальная философия» (1819 год и по крайней мере десять американских изданий). Эти книги основывались на «Лекциях по риторике и изящной словесности» Хью Блэра и «Философии риторики» Джорджа Кэмпбелла, которые Джеймисон опубликовал в сокращении в 1823 году. Джеймисон также опубликовал в сокращении «Элементы критики» лорда Камеса.
Все эти шотландские авторы, вместе с Александром Бэном, широко использовались в американских колледжах XIX века для изучения риторики. «Грамматика» Джеймисона пережила вплоть до 1844 года 24 издания. В этих текстах свободно цитируются Джозеф Аддисон и Марк Эйкенсайд, а также такие источники, как Шекспир и Джон Мильтон, это были типичные тексты для женского образования того периода.
Другие его работы:

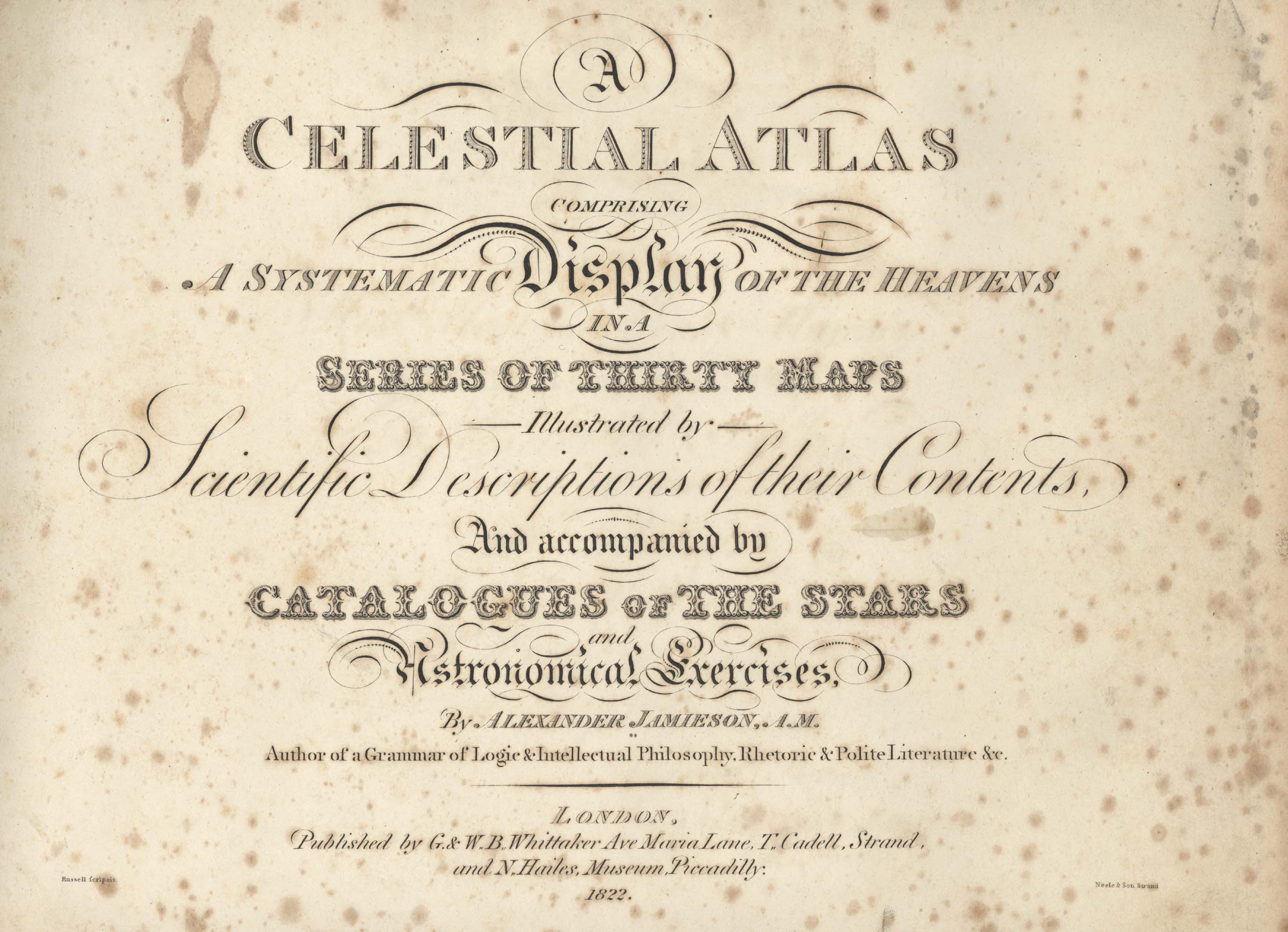
Обложка «A Celestial Atlas» Александра Джеймисона

- A Treatise on the Construction of Maps[2][16]
- A Grammar of Universal Geography (1820?, 1823)[17]
- «A Celestial Atlas»(1822)[2][18]. Эта работа была навеяна страницами атласа Иоганна Боде, но ограничилась только звездами, которые можно было увидеть невооруженным глазом. Кроме того, она вдохновила «Зеркало Урании» — книгу, которая была приписана Ричарду Раузу Блоксэму[19][20]
- Conversations on General History, exhibiting a Progressive View of the State of Mankind (2nd edition 1823)[21]
- A Dictionary of Mechanical Science, Arts, Manufactures, and Miscellaneous Knowledge. — Vol. 1 (1827)[22] Volume 2 (1829)[23]
- Mechanics of Fluids for Practical Men (1837)[2][24]
- Report on the Constitution and Operations of Life Assurance Societies (1841)[3]
- A Manual of Map-making and Mechanical Geography (1846)[25]
- Elements of Algebra[2]